# Kananga (Leyte)
Kananga è una municipalità di seconda classe delle Filippine, situata nella Provincia di Leyte, nella Regione di Visayas Orientale.
Kananga è formata da 23 baranggay:
- Aguiting
- Cacao
- Hiluctogan
- Kawayan
- Libertad
- Libongao
- Lim-ao
- Lonoy
- Mahawan
- Masarayao
- Monte Alegre
- Monte Bello

- Naghalin
- Natubgan
- Poblacion
- Rizal
- San Ignacio
- San Isidro
- Santo Domingo
- Santo Niño
- Tagaytay
- Tongonan
- Tugbong